# آدم بويوك
آدم بويوك (مواليد 30 أغسطس 1987، أرتفين) هو لاعب كرة قدم تركي سابق ومدرب يلعب كمهاجم مركزي.

## المسيرة الكروية

### بدايته
بدأ آدم بويوك مسيرته الكروية في البنية التحتية لنادي أرتفين هوباسبور، ومن هناك تم نقله إلى البنية التحتية لنادي أرهافيسبور ومن هناك إلى نادي بشيكتاش. بدأ اللعب مع نادي بشيكتاش A2 في موسم 2004-2005. وأصبح هداف الدوري الباكستاني لكرة القدم برصيد 26 هدفا في 28 مباراة. وهو أول لاعب كرة قدم في نادي بشيكتاش الذي حقق هذا النجاح. وقّع عقدًا احترافيًا لمدة عامين مع نادي بشيكتاش في نهاية الموسم. إلا أنه لم يحصل على فرصة ارتداء القميص الاحترافي.

### فترة الإعارة الأولى
في موسم 2005-2006، اكتسب خبرة في المجموعة الثالثة. تمت إعارته إلى فريق الدوري زيتينبورنسبور. بعد أن شارك في 11 مباراة وسجل هدفين، تم إعارة بويوك إلى نادي أكشابات سباتسبور، أحد فرق دوري تورك تيليكوم الدرجة الأولى، في النصف الثاني من الموسم. بعد أن سجل هدفًا واحدًا في 11 مباراة، تم إعارة بويوك إلى سباتسبور لمدة عام آخر في الموسم التالي. سجل 7 أهداف في 23 مباراة. أتيحت له فرصة اللعب في كأس تركيا لأول مرة في مسيرته، لكن الفريق خرج على يد بورصا سبور في المرحلة الثانية. وفي نهاية الموسم، لم يتمكن الفريق من تجنب الهبوط.
بعد أن مدد عقده مع بشيكتاش حتى عام 2009 في بداية موسم 2007-2008، وقع بويوك هذه المرة عقدًا آخر مع نادي بشيكتاش. تم إعارته إلى فريق الدوري نادي ألتاي الرياضي لمدة عام واحد. وأظهر أداءً ناجحًا بتسجيله 16 هدفًا في 27 مباراة مع الفريق الذي يديره فياض أوشار وأصبح ثالث هدافي الفريق. حدث. سجل 4 أهداف في فوز 5-0 خارج أرضه على إسطنبول سبور في 19 أبريل 2008. وبفضل أدائه في ألتاي، حصل بويوك على فرصة اللعب على مستوى المنتخب الوطني مرة أخرى.

### مانيساسبور وفترة الإعارة الثانية
في 27 أغسطس 2008، تم تسليمه إلى مانيساسبور مع مليون يورو ومصطفى آشان في صفقة انتقال أوغور إنسمان من بشيكتاش. بعد أن وقع عقدًا لمدة 3 سنوات مع نادي مانيساسبور، شارك بويوك في 15 مباراة وسجل هدفين، مما ساعد فريقه على أن يصبح أبطال الدوري والعودة إلى الدوري الممتاز. ولم يتمكن بويوك، الذي كان في معسكر الفريق قبل انطلاق الدوري الممتاز، من العثور على فرصة اللعب في الدوري الممتاز وتم إعارته إلى نادي بولو سبور في اليوم الأخير من فترة الانتقالات. إعادة 1. وبالعودة إلى الدوري، سجل بويوك 11 هدفًا في 27 مباراة. سجل هدفين لفريقه في مباراة كأس تركيا التي خسرها الفريق 4-2 أمام كاستامونوسبور وخرج من البطولة، لكنه لم يتمكن من منع الهزيمة.
بعد عودته إلى نادي مانيسا سبور في موسم 2010-2011، لم يتمكن بويوك من الحصول على فرصة اللعب مرة أخرى واستمر في التدريب مع فريق مانيسا سبور A2. وبعد أن سجل هدفين في 4 مباريات هنا، تعرض بويوك لإصابة في نهاية أكتوبر وكان بعيدًا عن الملعب لفترة من الوقت. النصف الثاني من الموسم الأول. وتم إعارته إلى نادي مرسين إدمان يوردو الذي ينافس في الدوري. وأصبح أحد أهم اللاعبين في صعود الفريق إلى الدوري الممتاز بعد غياب دام 29 عامًا بتسجيله 10 أهداف في 14 مباراة للفريق الجنوبي الذي كان يكافح من أجل الصعود إلى الدوري الممتاز.
بعد أدائه الناجح في مرسين، تم الاحتفاظ به في مانيسا سبور ولكن لم يتم وضعه في التشكيلة مرة أخرى. المباراة رقم 74 ضد سامسون سبور في 2 أكتوبر 2010 دخل بديلاً لـ ييجيت جوكوجلان في الدقيقة العاشرة ولعب في الدوري الممتاز لأول مرة. ومع ذلك، وبعيدا عن هذا، لم تكن لديه الفرصة للعب حتى نهاية الشوط الأول.

### نادي قاسم باشا

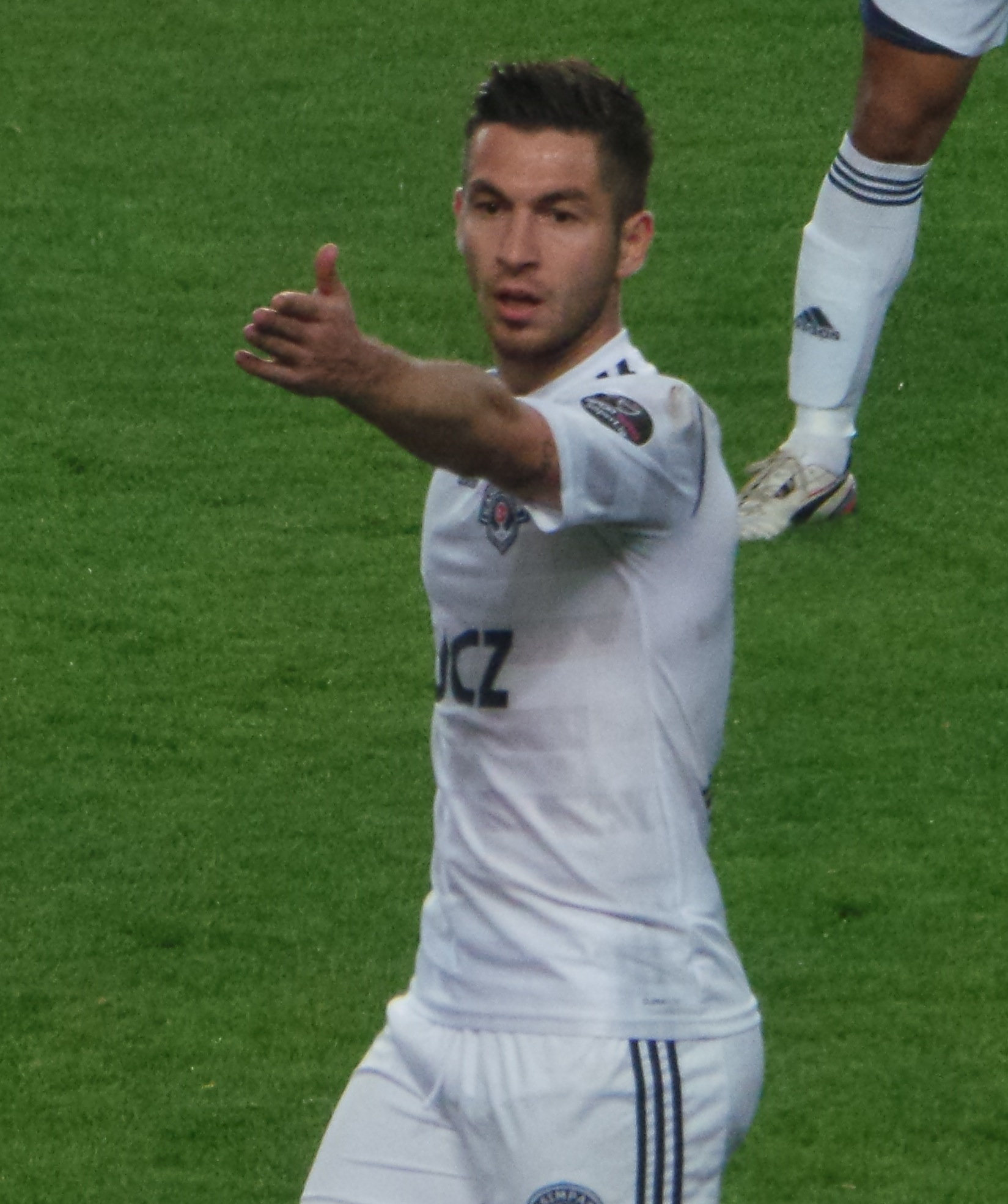
أثناء اللعب في كاسيم باشا.

مع رسوم انتقاله من فترة الانتقالات منتصف الموسم 2011-12، 1. تم نقله إلى نادي قاسم باشا، أحد فرق الدوري. لعب دورًا مهمًا في تقدم فريقه بتسجيله ثلاثية في مباراة كأس تركيا ضد نادي أنقرة جوجو في 11 يناير 2012، والتي كانت أول مباراة رسمية له. أنهى قاسم باشا الموسم العادي في المركز الرابع. وأصبح بويوك أحد أهم لاعبي الفريق بتسجيله 6 أهداف في الشوط الأول. وكان له الدور الأكبر في تأهل فريقه إلى النهائيات أمام كونيا سبور في الجولة الأولى من تصفيات الدوري الممتاز بتسجيله هدفاً في المباراة الأولى و3 أهداف في المباراة الثانية. وفي المباراة النهائية، تغلبوا على منافسهم أضنة سبور بنتيجة 3-2 وتقدموا إلى الدوري الممتاز، حيث سجل آدم بويوك أيضًا هدفًا في المباراة النهائية. وبذلك، اختبر فرحة الصعود إلى الدوري الممتاز للمرة الثالثة في مسيرته.
في موسمه الأول في الدوري الممتاز، كان غالبًا إضافة متأخرة للعبة، حيث لعب خلف اللاعب الجديد كالو أوتشي. في 21 أكتوبر 2012، سجل هدفه الأول في الدوري الممتاز في مباراة انتهت بالتعادل 2-2 مع مرسين إدمان يوردو. وكرر اللاعب الذي حقق لفريقه التعادل بالهدف الذي سجله، الأمر نفسه في مباراة إسكيشهير سبور التي انتهت بالتعادل 2-2 وأنهى الموسم بهدفين في 26 مباراة. لاعب كرة القدم الذي سجل أيضًا هدفًا واحدًا في كأس تركيا، يتواجد في المركز الخامس وحول ركلة الجزاء التي نفذها بنفسه إلى هدف عندما خرج فريقه على يد طرابزون سبور بركلات الترجيح في الجولة الأولى. أصبح لاعب كرة القدم، الذي كان يجلس عادةً على مقاعد البدلاء في بداية موسم 2013-2014، أحد أهم اللاعبين في فريق قاسم باشا بدءًا من نوفمبر فصاعدًا وأظهر أداءً جيدًا بإغلاق الشوط الأول بخمسة أهداف. آدم بويوك، الذي غادر الفريق في بداية موسم 2017-2018، شارك في إجمالي 172 مباراة رسمية مع قاسم باشا، وسجل 49 هدفًا وصنع 29 تمريرة حاسمة.

### نادي ملطية الجديد الرياضي
انضم للفريق في صفقة انتقال مجانية في 8 سبتمبر 2017. شارك في 28 مباراة بالدوري في موسم 2017-2018، وسجل 4 أهداف وصنع 4 تمريرات حاسمة. ورغم انضمامه للفريق مؤخرًا، إلا أنه يعد اللاعب رقم 19 في الدوري. وبدأ المشاركة في المباريات كقائد للفريق في المباراة ضد سيواس سبور في أسبوع الموسم. سجل آدم بويوك، الذي افتتح موسم 2018-2019 ضد جوزتيبي في مباراة الأسبوع الأول، هدفه الأول ضد سيواس سبور في المباراة التي انتهت بالتعادل 4-4 في الأسبوع الثامن من الدوري. وبسبب الإصابات المختلفة، تمكن من اللعب في 27 مباراة من أصل 34 مباراة في الدوري، ولعب في هذه المباريات بـ6 أهداف و2 تمريرات حاسمة.

### غلطة سراي
وقع عقدًا لمدة عامين مع غلطة سراي في 1 يوليو 2019. في بداية الموسم، بقي في المركز الثالث في خط الهجوم، خلف راداميل فالكاو وفلورين أندوني. في واقع الأمر، لم تكن لديه سوى فرصة واحدة للتواجد ضمن التشكيلة الأساسية في مباراة واحدة بالدوري خلال الأسابيع العشرة الأولى من الدوري. 3. في مباراة الأسبوع، خارج أرضه أمام قيصري سبور في الدقيقة 80. دخل المباراة في الدقيقة الأخيرة وسجل هدفاً في الوقت بدل الضائع ليساعد فريقه على الفوز بالمباراة. وكان هذا الهدف أيضًا هو الهدف الأول لآدم بويوك بقميص غلطة سراي. وبسبب الإصابات التي تعرض لها مهاجمون آخرون في الفريق، حصل على فرص أكثر للعب في الأسابيع التالية. في 6 نوفمبر 2019، دخل كبديل في المباراة ضد ريال مدريد ولعب مباراة في دوري أبطال أوروبا لأول مرة في مسيرته. في 26 نوفمبر 2019، ظهر في التشكيلة الأساسية لمباراة في دوري أبطال أوروبا لأول مرة ضد كلوب بروج وسجل هدفه الأول في دوري أبطال أوروبا في هذه المباراة. بالإضافة إلى ذلك، كان هذا الهدف هو الهدف الأول والوحيد لفريق غلطة سراي في دوري أبطال أوروبا في موسم 2019-20. 19، 20، 21 و 22. وسجل في 4 مباريات متتالية خلال الأسبوع، ليرفع رصيده إلى 6 أهداف في الدوري. وكان آخرها 31. وأكمل آدم، الذي سجل هدفا في مرمى ألانيا سبور هذا الأسبوع، الدوري برصيد 26 مباراة و7 أهداف. وشارك أيضًا في 5 مباريات في كأس تركيا وسجل 3 أهداف.

### نادي يني ملطية الرياضي (الفترة الثانية)
آدم بويوك، الذي هبط إلى مركز المهاجم الثالث بعد عودة دياني إلى غلطة سراي، غادر الفريق لأنه أراد اللعب في التشكيلة الأساسية. وقع بويوك عقدًا مع Yeni Malatyaspor. أصبح أفضل لاعب كرة قدم محلي هداف في الدوري الممتاز وأفضل هداف لفريقه من خلال اللعب في 37 مباراة وتسجيل 17 هدفًا في موسم 2021-22.
بعد رحيل سوموديكا في موسم 2021-22، تم منحه مسؤولية كرة القدم للفريق. غادر الفريق بالتراضي مع نادي يني مالاتيا سبور في 24 فبراير 2022.

### مانيساسبور
في 25 يوليو 2022، وقع بويوك عقدًا لمدة عامين مع نادي مانيسا لكرة القدم.

## مسيرته مع المنتخب الوطني
تم استدعاؤه إلى تشكيلة المنتخب تحت 18 سنة من قبل المدرب متين تكين للمباريات الودية التي ستلعب ضد ألمانيا في نوفمبر 2004. في 23 نوفمبر 2004، شارك بويوك لأول مرة مع الفريق وسجل إلى جانب أردا توران في فوز تركيا 2-1. وفي يناير 2005، سجل هدفاً في أولى المباريات الودية ضد بلجيكا. في فبراير 2005، تم ضمه إلى تشكيلة كأس ميريديان. شارك في 3 مباريات من البطولة، وشهد تتويج بويوك بالبطولة.
تم استدعاء آدم بويوك للمباراة الودية تحت 21 عامًا ضد السويد في نوفمبر 2007 وارتدى قميص المنتخب الوطني التركي تحت 21 عامًا لأول مرة. وبعد أن شارك أيضًا في مباراة تأهيلية لبطولة أوروبا، تم ضم بويوك إلى تشكيلة بطولة تولون التي أقيمت في مايو 2008. تم استدعاؤه إلى تشكيلة الفريق من قبل أوميت دافالا، حيث شارك بويوك في مباراتين وحصل على فرصة اللعب ضد فرق غير أوروبية. في يونيو 2011، تم ضمه إلى تشكيلة المباريات الودية التي سيلعبها منتخب تركيا لكرة القدم A2 وسجل هدفًا واحدًا في مباراتين.
في نوفمبر 2013، تم استدعاؤه إلى تشكيلة المنتخب التركي لكرة القدم، الذي كان يخضع لتجديد تحت قيادة فاتح تيريم، للمباريات الودية التي ستلعب ضد أيرلندا الشمالية وبيلاروسيا. ارتدى القميص الوطني لأول مرة في 15 نوفمبر 2013، عندما تم ضمه إلى التشكيلة الأساسية في المباراة ضد أيرلندا الشمالية. وكان أيضًا موجودًا في الملعب ضمن التشكيلة الأساسية في المباراة ضد بيلاروسيا.

## الإنجازات
- كأس السوبر (1) :
  - غلطة سراي - 2019-20
- 1. الدوري البطولة (2) :
  - مانيسا سبور - 2008-2009
  - مرسين إيدمانيوردو - 2010-2011
  - قاسم باشا – 2011/12 (بطل الملحق)
- هدافو دوري TFF A2 (1):
  - بشيكتاش A2 - 2004-05

## روابط خارجية
- "صفحة اللاعب آدم بويوك". ترانسفير ماركت.كوم (بالإنجليزية).